# باول سامبسون
باول سامبسون (بالإنجليزية: Paul Sampson)‏ هو لاعب اتحاد الرغبي بريطاني، ولد في 12 يوليو 1977 في كيثلي ‏ في المملكة المتحدة.

## وصلات خارجية
- باول سامبسون عل موقع إسبنسكروم (الإنجليزية)
- باول سامبسون على موقع اتحاد ألعاب الكومنولث (مؤرشف) (الإنجليزية)